# Theaterhaus G7

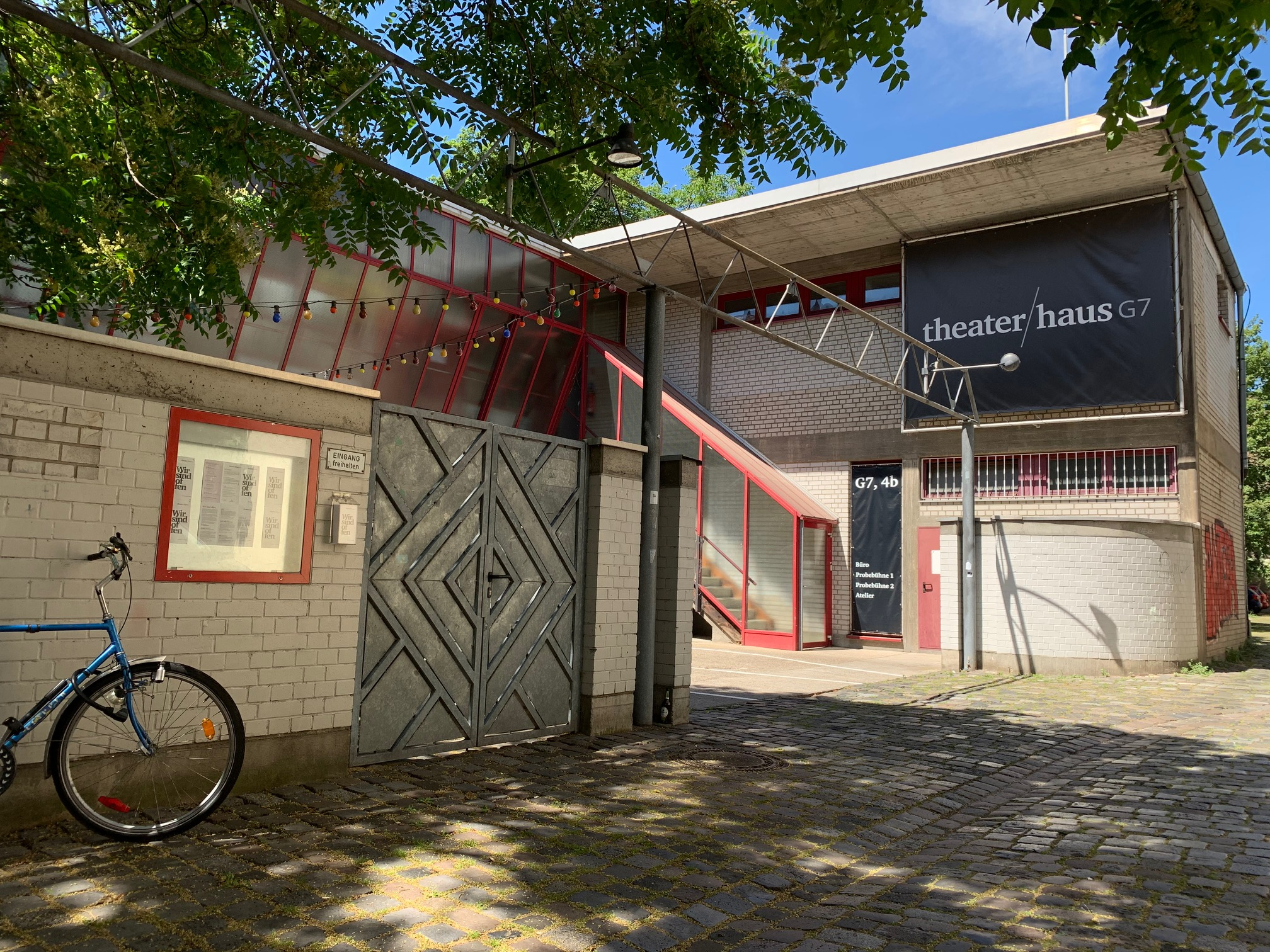
Theaterhaus G7

Das Theaterhaus G7, bis August 2016 mit dem Namen TiG7, ist ein Privattheater in Mannheim.
Seit dem Umbau eines städtischen Lagers im Hinterhof des Quadrates G7 im Jahr 1989 ist das Theaterhaus G7 ein Spielort für Freies Theater mit etwa 80 Sitzplätzen und rund 150 Spieltagen im Jahr. Es ist ein professioneller Produktions- und Spielort für regionale, nationale und internationale Theaterschaffende. Im Mittelpunkt steht die textbasierte, literarische Theaterarbeit. Dabei finden sich Autorentheater, Stückentwicklungen mit Autoren und spartenübergreifende Produktionen  auf dem Spielplan. Träger des Hauses ist der gemeinnützige Verein Theater TrennT.
Das Theaterhaus G7 kooperierte mit dem Nationaltheater Mannheim während der Internationalen Schillertage 2001, 2003 und 2005 sowie bei der Nacht der Poeten im Studio Werkhaus. 
2004 präsentierte das Theaterhaus G7 Mannheims erstes englischsprachiges Theaterfestival HEREANDNOW - A Theatre Festival. HEREANDNOW ist bis heute das einzige regelmäßig stattfindende Theater- und Performancefestival mit ausschließlich englischsprachigen Produktionen.
2005 wurde das Theaterhaus G7 für die Produktion Sandkasten (Regie: Alexander Schilling) beim Stuttgarter Theaterpreis sowohl mit dem Publikumspreis als auch dem Jurypreis für die beste Inszenierung ausgezeichnet. 2006 wurde das Theaterhaus G7 in die institutionelle Förderung professioneller Kleintheater des Landes Baden-Württemberg aufgenommen.
2009 wurde das Theaterhaus G7 für die Produktion Jungfrauen und Madonnen (Regie: Christina Rast) beim Stuttgarter Theaterpreis mit dem Publikumspreis ausgezeichnet.
2018 wurde das Theaterhaus G7 zusammen mit Follow the Rabbit (Graz) für die Produktion Mongos (von Sergej Gößner) mit dem STELLA18-Darstellender.Kunst.Preis für junges Publikum als beste österreichische Jugendtheaterproduktion ausgezeichnet.
In der Spielzeit 2018/19 wurde der Stückauftrag und die Uraufführung von Schiefer gehen (von Carsten Brandau) am Theaterhaus G7 im Rahmen des "Nah dran!"-Stipendiums durch die Unterstützung des Deutschen Literaturfonds und des Kinder- und Jugendtheaterzentrums in der Bundesrepublik Deutschland ermöglicht. Ebenfalls in dieser Spielzeit führte das Theaterhaus G7 in Kooperation mit dem Nationaltheater Mannheim die Reihe Stücke aus dem Papierkorb durch.
2021 kam es im Rahmen der 21. Internationalen Schillertage zur ersten Koproduktion zwischen Theaterhaus G7 und Nationaltheater Mannheim. Für das Auftragswerk Made of Mannheim wurden die beiden britischen Theatermacher Javaad Alipoor und Chris Thorpe engagiert.
2021 wurde das Theater als eines von 11 Theatern mit dem Theaterpreis des Bundes ausgezeichnet. Die Würdigung war mit einem Preisgeld von 75.000 Euro verbunden.